# Amenemhat (nomarque)
Pour les articles homonymes, voir Amenemhat.
Amenemhat est un haut dignitaire de la XVIIIe dynastie ayant officié sous les règnes d‘Ahmôsis Ier, Amenhotep Ier et Thoutmôsis Ier.

## Sépulture
Sa tombe se situe au sommet de la colline de Cheikh Abd el-Gournah.